# 日本のインターチェンジ一覧 な行
| あ行 | か行 | さ行 | た行 | な行 | は行 | ま行 | や-わ行 |

日本のインターチェンジ一覧 な行（にっぽんのインターチェンジいちらん なぎょう）は、日本の道路のインターチェンジ（IC）・ジャンクション（JCT）・都市高速道路などの出入口（ランプ）・本線料金所のうち、な行の文字で始まるものの一覧である。
読みを付け、同名・同表記のIC・JCTには道路名も付けた。

## な行

### な
- 奈井江砂川インターチェンジ（ないえすながわ）
- 那珂インターチェンジ（なか）
- 長生インターチェンジ（ながいけ）
- 長泉インターチェンジ（ながいずみ）
- 長泉ジャンクション（ながいずみ）
- 長泉沼津インターチェンジ（ながいずみぬまづ）
- 永井谷ジャンクション（ながいだに）
- 永井谷出入口（ながいだに）
- 長浦インターチェンジ（ながうら）
- 長尾ランプ（ながお）
- 長岡インターチェンジ（ながおか）
- 長岡ジャンクション（ながおか）
- 長岡北インターチェンジ（ながおかきた）
- 長岡北スマートインターチェンジ（ながおかきたスマート）
- 長岡京インターチェンジ（ながおかきょう）
- 長岡南越路スマートインターチェンジ（ながおかみなみこしじ）
- 中川インターチェンジ（なかがわ）
- 長久手インターチェンジ（ながくて）
- 長久手本線料金所（ながくて）
- 中郷インターチェンジ（なかごう）
- 長坂インターチェンジ (兵庫県)（ながさか：神戸西バイパス）
- 長坂インターチェンジ (山梨県)（ながさか：中央自動車道）
- 長坂ジャンクション（ながさか）
- 長崎インターチェンジ（ながさき：長崎自動車道）
- 長崎芒塚インターチェンジ（ながさきすすきづか）
- 長崎多良見インターチェンジ（ながさきたらみ）
- 中札内インターチェンジ（なかさつない）
- 中島出入口（なかじま）
- 中島本線料金所（なかじま）
- 長島インターチェンジ（ながしま）
- 長島インターチェンジ（ながしま：名四国道）
- 中条インターチェンジ（なかじょう）
- 中須加インターチェンジ（なかすか）
- 中瀬インターチェンジ（なかせ）
- 永田出入口（ながた：首都高速道路）
- 長田出入口（ながた：阪神高速道路）
- 長田本線料金所（ながた）
- 中台出入口（なかだい）
- 長谷インターチェンジ（ながたに）
- 中津インターチェンジ（なかつ）
- 中津川インターチェンジ（なかつがわ）
- 中土佐インターチェンジ（なかとさ）
- 長門湯本温泉インターチェンジ（ながとゆもとおんせん）
- 中野インターチェンジ (千葉県)（なかの：千葉東金道路）
- 中野インターチェンジ (広島県)（なかの：国道2号東広島バイパス）
- 中野東インターチェンジ（なかのひがし：国道2号東広島バイパス）
- 中野出入口（なかの：阪神高速道路）
- 長野インターチェンジ（ながの）
- 永野インターチェンジ（ながの）
- 長野出入口（ながの）
- 中之島入口（なかのしま）
- 中之島分岐（なかのしま）
- 中之島西出入口（なかのしまにし）
- 中之島見附インターチェンジ（なかのしまみつけ）
- 中之町ランプ（なかのちょう）
- 中野長者橋出入口（なかのちょうじゃばし）
- 中ノ湯インターチェンジ（なかのゆ）
- 中橋インターチェンジ（なかばし）
- 長浜インターチェンジ（ながはま）
- 長原インターチェンジ（ながはら）
- 長堀入口（ながほり）
- 中町インターチェンジ（なかまち）
- 仲町出入口（なかまち）
- 長町インターチェンジ（ながまち）
- 長森南インターチェンジ（ながもりみなみ）
- 中屋敷インターチェンジ（なかやしき）
- 中山インターチェンジ (愛知県)（なかやま：猿投グリーンロード）
- 中山インターチェンジ (鳥取県)（なかやま：山陰自動車道）
- 中山スマートインターチェンジ（なかやまスマート）
- 長与ランプ（ながよ）
- 長柄出入口（ながら）
- 流杉スマートインターチェンジ（ながれすぎスマート）
- 流山インターチェンジ（ながれやま）
- 名古屋インターチェンジ（なごや）
- 名古屋西インターチェンジ（なごやにし）
- 名古屋西ジャンクション（なごやにし）
- 名古屋西本線料金所（なごやにし）
- 名古屋南インターチェンジ（なごやみなみ）
- 名古屋南ジャンクション（なごやみなみ）
- 名島出入口（なじま）
- 那須インターチェンジ（なす）
- 那須高原スマートインターチェンジ（なすこうげんスマート）
- 灘浦インターチェンジ（なだうら）
- 名田島インターチェンジ（なたじま）
- 名立谷浜インターチェンジ（なだちたにはま）
- 那智勝浦インターチェンジ（なちかつうら）
- 名取インターチェンジ（なとり）
- 名取中央スマートインターチェンジ（なとりちゅうおうスマート）
- 七飯インターチェンジ（ななえ）
- 七飯大川インターチェンジ（ななえおおかわ）
- 七飯藤城インターチェンジ（ななえふじしろ）
- 七飯本町インターチェンジ（ななえほんちょう）
- 七尾インターチェンジ（ななお）
- 七尾大泊インターチェンジ（ななおおおとまり）
- 七尾城山インターチェンジ（ななおじょうやま）
- 那覇インターチェンジ（なは）
- 那覇空港南インターチェンジ（なはくうこうみなみ）
- 生麦ジャンクション（なまむぎ）
- 生麦出入口（なまむぎ）
- 浪江インターチェンジ（なみえ）
- 浪岡インターチェンジ（なみおか）
- 浪岡ジャンクション（なみおか）
- 並木インターチェンジ（なみき）
- 浪瀬インターチェンジ（なみせ）
- 波野インターチェンジ（なみの）
- 波除出入口（なみよけ）
- 滑川インターチェンジ（なめりかわ）
- 名寄インターチェンジ（なよろ）
- 名寄北インターチェンジ（なよろきた）
- 奈良インターチェンジ（なら）
- 奈良北インターチェンジ（ならきた）仮称
- 習志野本線料金所（ならしの）
- ならはスマート（ならはスマート）
- 成田インターチェンジ（なりた）
- 成田ジャンクション（なりた）
- 成田スマートインターチェンジ（なりたスマート）
- 鳴尾浜出入口（なるおはま）
- 鳴瀬奥松島インターチェンジ（なるせおくまつしま）
- 鳴門インターチェンジ（なると）
- 鳴門ジャンクション（なると）
- 鳴門北インターチェンジ（なるときた）
- 鳴海インターチェンジ（なるみ）
- 名和インターチェンジ（なわ）
- 南関インターチェンジ（なんかん）
- 南紀白浜インターチェンジ（なんきしらはま）
- 南紀田辺インターチェンジ（なんきたなべ）
- 南郷インターチェンジ (青森県)（なんごう：八戸自動車道）
- 南郷インターチェンジ (滋賀県)（なんごう：京滋バイパス）
- 南郷本線料金所（なんごう）
- 南港北出入口（なんこうきた）
- 南港中出入口（なんこうなか）
- 南港南出入口（なんこうみなみ）
- 南国インターチェンジ（なんこく）
- 南条スマートインターチェンジ（なんじょうスマート）
- 南砺スマートインターチェンジ（なんとスマート）
- なんば出口（なんば）
- 南部インターチェンジ（なんぶ）
- 南陽インターチェンジ（なんよう）
- 南陽高畠インターチェンジ（なんようたかはた）

### に
- 新潟亀田インターチェンジ（にいがたかめだ）
- 新潟空港インターチェンジ（にいがたくうこう）
- 新潟中央インターチェンジ（にいがたちゅうおう）
- 新潟中央ジャンクション（にいがたちゅうおう）
- 新潟西インターチェンジ（にいがたにし）
- 新座料金所（にいざ）
- 二井田真中インターチェンジ（にいだまなか）
- 新津インターチェンジ（にいつ）
- 新津西スマートインターチェンジ（にいつにしスマート）
- 新鶴スマートインターチェンジ（にいづるスマート）
- 新居浜インターチェンジ（にいはま）
- 新見インターチェンジ（にいみ）
- 苦竹インターチェンジ（にがたけ）
- 仁賀保インターチェンジ（にかほ）
- 仁木インターチェンジ（にき）
- 仁木南インターチェンジ（にきみなみ）
- 濁川インターチェンジ（にごりかわ）
- 西会津インターチェンジ（にしあいづ）
- 西粟倉インターチェンジ（にしあわくら）
- 西池袋出入口（にしいけぶくろ）
- 西石切インターチェンジ（にしいしきり）
- 西尾インターチェンジ（にしお）
- 西川インターチェンジ（にしかわ）
- 西川本線料金所（にしかわ）
- 西神田出入口（にしかんだ）
- 錦橋出口（にしきばし）
- 西銀座入口（にしぎんざ）
- 西銀座ジャンクション（にしぎんざ）
- 西港出口（にしこう）
- 西公園出入口（にしこうえん）
- 西新宿ジャンクション（にししんじゅく）
- 西瀬戸尾道インターチェンジ（にしせとおのみち）
- 西船場ジャンクション（にしせんば）
- 西仙北スマートインターチェンジ（にしせんぼく）
- 西月隈出入口（にしつきぐま）
- 西中町インターチェンジ（にしなかちょう）
- 西長堀出入口（にしながほり）
- 西納庫インターチェンジ（にしなぐら）
- 西那須野塩原インターチェンジ（にしなすのしおばら）
- 西名目所インターチェンジ（にしなめところ）
- 西根インターチェンジ（にしね）
- 西宮インターチェンジ（にしのみや）
- 西宮出入口（にしのみや）
- 西宮北インターチェンジ（にしのみやきた）
- 西宮浜出入口（にしのみやはま）
- 西宮山口ジャンクション（にしのみややまぐち）
- 西宮山口東出入口（にしのみややまぐちひがし）
- 西宮山口南出入口（にしのみややまぐちみなみ）
- 西原インターチェンジ（にしはら）
- 西原ジャンクション（にしはら）
- 西春出入口（にしはる）
- 西広瀬インターチェンジ（にしひろせ）
- 西広瀬本線料金所（にしひろせ）
- 西藤インターチェンジ（にしふじ）
- 西港出口（にしみなと）
- 西目インターチェンジ（にしめ）
- 西山インターチェンジ (新潟県)（にしやま：北陸自動車道）
- 西山インターチェンジ (石川県)（にしやま：能登有料道路）
- 二丈鹿家インターチェンジ（にじょうしかか）
- 日南北郷インターチェンジ（にちなんきたごう）
- 日南東郷インターチェンジ（にちなんとうごう）
- 日光インターチェンジ（にっこう）
- 日進インターチェンジ（にっしん）
- 日進ジャンクション（にっしん）
- 二宮インターチェンジ（にのみや）
- 仁保ジャンクション（にほ）
- 日本平久能山スマートインターチェンジ（にほんだいらくのうざんスマート）
- 二本松インターチェンジ（にほんまつ）
- 仁摩・石見銀山インターチェンジ（にまいわみぎんざん）
- 丹生川インターチェンジ（にゅうがわ）
- 入善スマートインターチェンジ（にゅうぜんスマート）
- 韮崎インターチェンジ（にらさき）
- 韮山峠インターチェンジ（にらやまとうげ）

### ぬ
- 温品ジャンクション（ぬくしな）
- 沼田インターチェンジ (群馬県)（ぬまた：関越自動車道）
- 沼田インターチェンジ (北海道)（ぬまた：深川留萌自動車道）
- 沼田出入口 (草津沼田道路)（ぬまた：草津沼田道路）
- 沼田PAスマートインターチェンジ（ぬまたぱーきんぐえりあスマート）
- 沼津インターチェンジ（ぬまづ）
- 沼津岡宮インターチェンジ（ぬまづおかのみや）
- 沼ノ端西インターチェンジ（ぬまのはたにし）
- 沼ノ端東インターチェンジ（ぬまのはたひがし）

### ね
- 根室インターチェンジ（ねむろ）
- 寝屋川北インターチェンジ（ねやがわきた）
- 寝屋川南インターチェンジ（ねやがわみなみ）
- 練馬インターチェンジ（ねりま）

### の
- 能生インターチェンジ（のう）
- 野方インターチェンジ（のがた）
- 野川インターチェンジ（のがわ）
- 野黒沢インターチェンジ（のぐろさわ）
- 野芥出入口（のけ）
- 野坂インターチェンジ（のさか）
- 能代東インターチェンジ（のしろひがし）
- 能代南インターチェンジ（のしろみなみ）
- 能瀬インターチェンジ（のせ）
- 野田インターチェンジ (鹿児島県)（のだ：出水阿久根道路）
- 野多目出入口（のため）
- のと里山空港インターチェンジ（のとさとやまくうこう）
- のと三井インターチェンジ（のとみい）
- 野友インターチェンジ（のとも）
- 延岡インターチェンジ（のべおか）
- 延岡ジャンクション（のべおか）
- 延岡南インターチェンジ（のべおかみなみ）
- 野辺地インターチェンジ（のへじ）
- 野辺地北インターチェンジ（のへじきた）
- 野辺地木明インターチェンジ（のへじきみょう）
- 野辺地ハーフインターチェンジ（のへじハーフ）
- 登別東インターチェンジ（のぼりべつひがし）
- 登別室蘭インターチェンジ（のぼりべつむろらん）
- 能美根上スマートインターチェンジ（のみねあがりスマート）